# Меццоломбардо
Меццоломбардо (італ. Mezzolombardo) — муніципалітет в Італії, у регіоні Трентіно-Альто-Адідже,  провінція Тренто.
Меццоломбардо розташоване на відстані близько 500 км на північ від Рима, 17 км на північ від Тренто.
Населення — 7093 особи (2014).

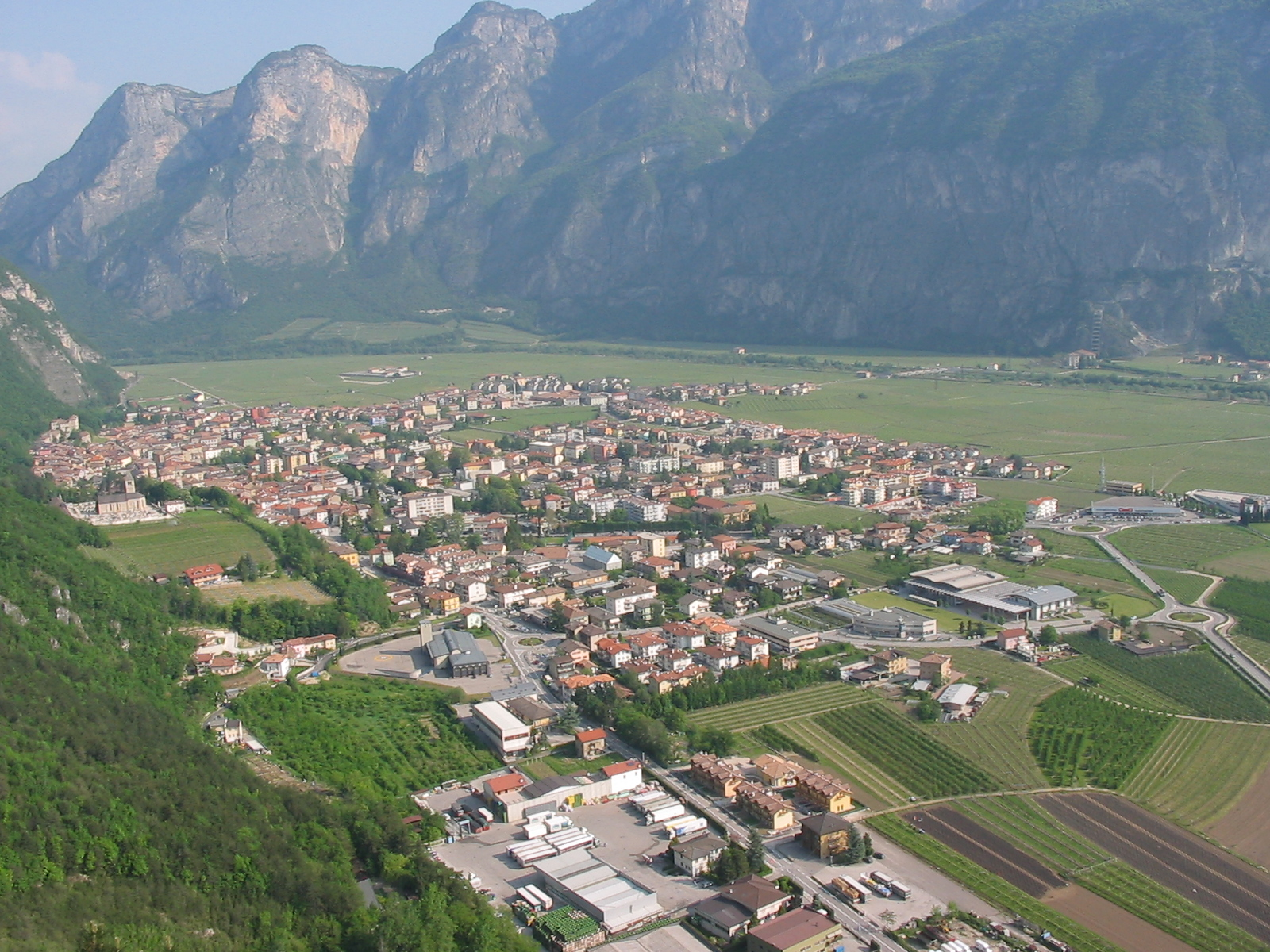

Щорічний фестиваль відбувається 29 червня. Покровитель — святий Петро.

## Демографія
Населення за роками:

Станом на 1 січня 2023 року в муніципалітеті офіційно проживало 968 іноземців з 47 країн, серед них 272 громадяни країн Євросоюзу та 43 громадяни України.

## Сусідні муніципалітети
- Фай-делла-Паганелла
- Меццокорона
- Наве-Сан-Рокко
- Сан-Мікеле-алл'Адідже
- Спормаджоре
- Тон
- Цамбана